# Aero NT-54
Aero NT-54 (ros. Аэро НТ-54) – radziecki film niemy z 1925 roku. Usunięty z dystrybucji przez cenzurę z powodów ideologicznych w 1928.

## Obsada
- Jekatierina Korczagina-Aleksandrowska
- Aleksandr Orłow
- Władimir Woronow